# Bledzew
Bledzew [ˈblɛd͡zɛf] (tiếng Đức: Blesen) là một ngôi làng ở hạt Międzyrzecz, Lubusz Voivodeship, ở phía tây Ba Lan. Đó là vị trí của gmina (khu hành chính) được gọi là Gmina Bledzew.

## Địa lý
Khu định cư nằm ở rìa phía tây của khu vực lịch sử Greater Ba Lan bên bờ trái của sông Obra, một nhánh của Warta, và được bao quanh bởi nhiều hồ nước và rừng mở rộng. Nó nằm khoảng 15 kilômét (9 mi) về phía tây bắc của Międzyrzecz, 27 km (17 mi) về phía đông nam của Gorzów Wielkopolski và 65 km (40 mi) về phía bắc của Zielona Góra. Ngôi làng có dân số 1.300 người.

## Lịch sử

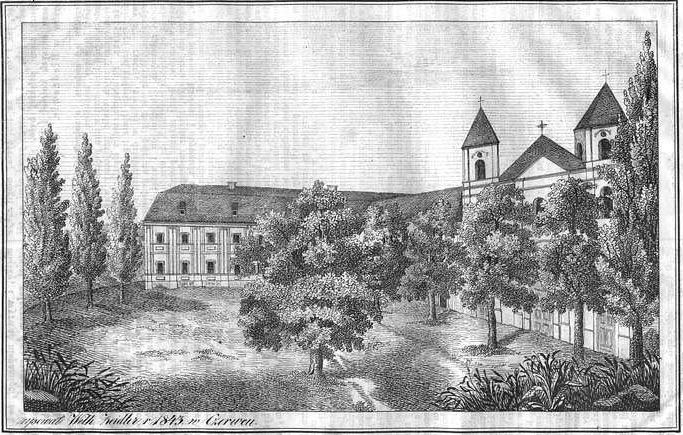
Tu viện cha Xi tô

Khu định cư được thành lập vào những năm 1230 bởi công tước Piast Władysław Odonic, sau đó cai trị lãnh địa Ba Lan của Greater Ba Lan. Nó trở thành một thị trấn biên giới sau khi Vùng đất Lubusz liền kề ở phía tây đã được chuyển đến Margraves của Brandenburg vào năm 1248 như một phần của lãnh thổ Neumark của họ. Vào đầu thế kỷ 14, bá tước Ascanian là Waldemar chiếm đóng khu vực Bledzew và truyền vào nơi đây theo dòng Xitô sư tại Zemsko; tuy nhiên nó đã được vua Ba Lan Władysław I Elbow-high chinh phục vào năm 1326 và sáp nhập vào Poznań Voivodeship của Vương quốc Ba Lan.
Sau khi các nhà sư của dòng Xi tô chuyển địa điểm sang Bledzew, công dân được trao quyền đặc quyền thị trấn theo luật Magdeburg của Vua Casimir IV Jagiellon năm 1458, được xác nhận bởi người kế nhiệm John I Albert vào năm 1493. Trong quá trình phân vùng thứ hai của Ba Lan vào năm 1793, Bledzew bị Vương quốc Phổ sáp nhập và từ năm 1815 được sáp nhập vào Đại lãnh địa Posen. Tu viện dòng Xít được thế tục hóa vào năm 1835. Sau Thế chiến II với việc áp dụng giới tuyến Oder-Neisse, nó đã trở lại Cộng hòa Ba Lan và dân số Đức còn lại đã bị trục xuất.